# Лобково (Рузский городской округ)
Лобково — деревня в Рузском районе Московской области России, входит в состав сельского поселения Дороховское. Население 59 человек на 2006 год, в деревне числится реабилитационный центр. До 2006 года Лобково входило в состав Старониколаевского сельского округа.
Деревня расположена в южной части района, в 9 километрах к юго-востоку от Рузы, на правом берегу Москва-реки, высота центра над уровнем моря 184 м. Ближайший населённый пункт — деревня Старониколаево — в 1,5 километрах западнее.